# أندرو هيفرنان
أندرو هيفرنان (بالهولندية: Andrew Heffernan)‏ هو فارس ‏ هولندي، ولد في 18 يونيو 1975 في هونغ كونغ في الصين.

## وصلات خارجية
- أندرو هيفرنان على موقع الاتحاد الدولي للفروسية (الإنجليزية)
- أندرو هيفرنان على موقع FEI (رابط بديل) (الإنجليزية)
- أندرو هيفرنان على موقع أوليمبيديا (الإنجليزية)